# Plastophorides palawanensis
Plastophorides palawanensis är en tvåvingeart som beskrevs av Almond 2002. Plastophorides palawanensis ingår i släktet Plastophorides och familjen puckelflugor.
Artens utbredningsområde är Filippinerna. Inga underarter finns listade i Catalogue of Life.